# Orthocentrus canariensis
Orthocentrus canariensis là một loài tò vò trong họ Ichneumonidae.